# マクマト 160mm自走迫撃砲
マクマト 160mm自走迫撃砲 (Makmat 160mm self-propelled mortar) は、イスラエルで1960年代に開発された160mm迫撃砲装備の自走迫撃砲である。スーパーシャーマンの車体にソルタム・システムズ製のM66 160mm迫撃砲を搭載した車両で、1973年の第四次中東戦争、1982年のガリラヤの平和作戦で運用された。
名称の"マクマト"は、ヘブライ語の"Margema Kveda Mitnayaat, 自走重迫撃砲"という意味の語のアクロニムで、本160mm自走迫撃砲の他、M3ハーフトラックにソルタムM65 120mm迫撃砲を搭載した120mm自走迫撃砲も"マクマト"と呼ばれる。

## 概要
イスラエル国防軍では前述のように、1950年代から60年代にかけてM3ハーフトラックに迫撃砲を搭載した自走迫撃砲を運用していた。一つはアメリカ軍のM4自走迫撃砲／M21自走迫撃砲と同等の口径81mmの迫撃砲を搭載した"ハーフトラック Mk.C"で、もう一つがソルタムM65 120mm迫撃砲を搭載した"ハーフトラック Mk.D"、別名"マクマト"であった。
160mm自走迫撃砲はこれらの後継機種として第三次中東戦争後の1968年ないし69年頃に開発された自走迫撃砲で、カミンズディーゼルエンジンを搭載した後期型スーパーシャーマンの車体（M4A4車体）をベースにソルタムM66 160mm迫撃砲を搭載している。
構造としては、スーパーシャーマンのエンジン搭載位置は変更せず、車体前方部分にオープントップの戦闘室を設け、その戦闘室の前寄りに迫撃砲を搭載したスタイルとなっている。そして射撃の際には、戦闘室の前面装甲板を前方に倒すことで、迫撃砲兵の足場として使えるという構造であった。
操縦席も本来の位置、つまり車体の左舷側前方から移動していないので、戦闘室内の迫撃砲座のすぐ横に剥き出しの操縦席があるという構造となっている。戦闘室右舷前方には機銃架が装着され、副武装として12.7mm M2重機関銃あるいはM1919 7.62mm機関銃を装備可能である。
車内には4～8名の乗員と56発の160mm迫撃砲弾を搭載可能であるが、オープントップの構造のため総重量は36tに抑えられている。
160mm自走迫撃砲は開発された直後の1973年に発生した第四次中東戦争において、同時期に開発されたソルタムL33 155mm自走榴弾砲などと共に実戦に投入された。1982年のガリラヤの平和作戦にも投入されたと見られるが、その後はM113装甲兵員輸送車をベースとした自走迫撃砲に更新され退役している。
現在、イスラエル国内のラトルン戦車博物館、イスラエル国防軍歴史博物館およびイスラエル砲兵隊博物館に実車が展示されている。

## 画像

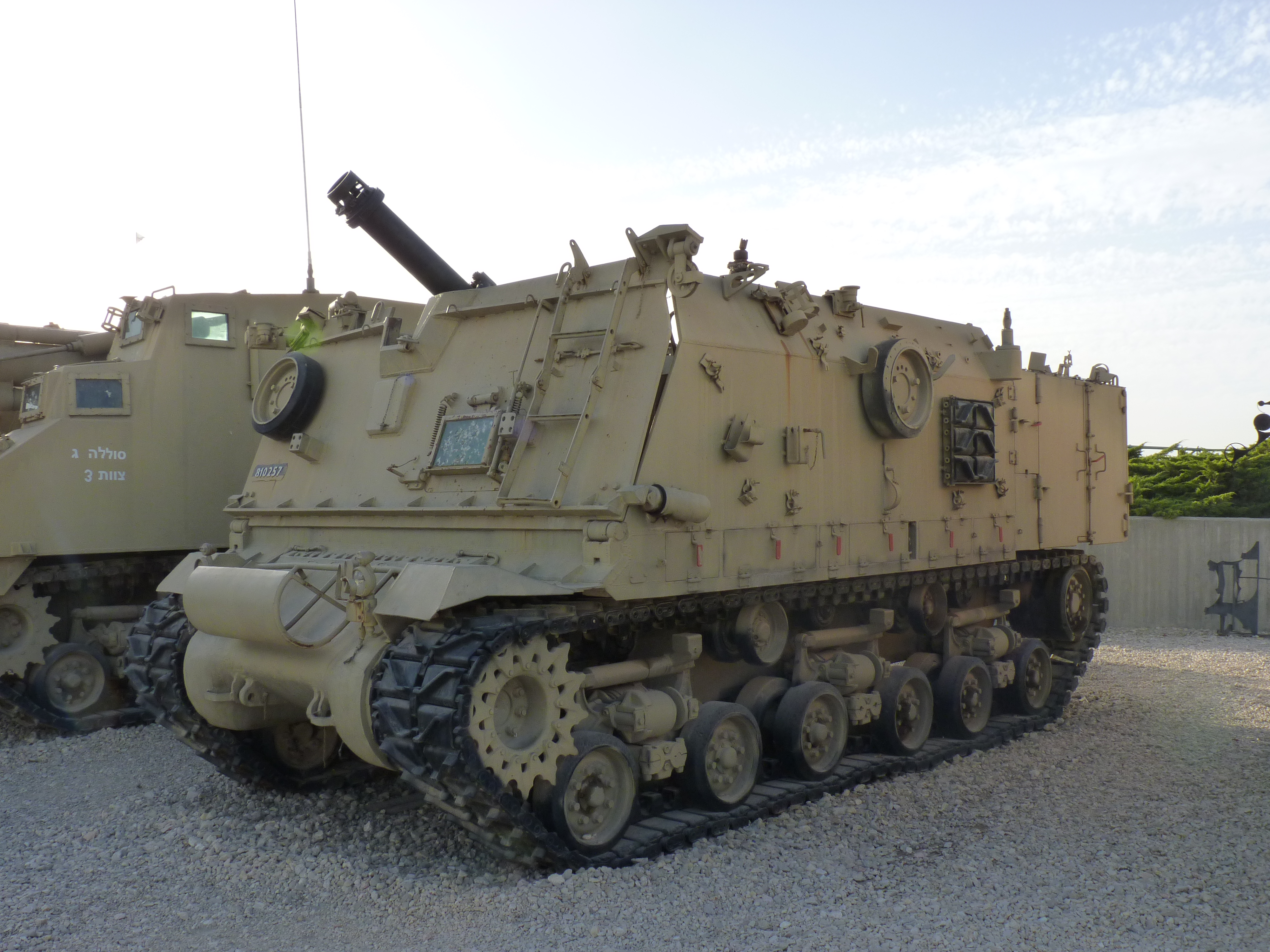
迫撃砲が前傾して装備され、前面装甲に逃げ（切り欠き）がある。
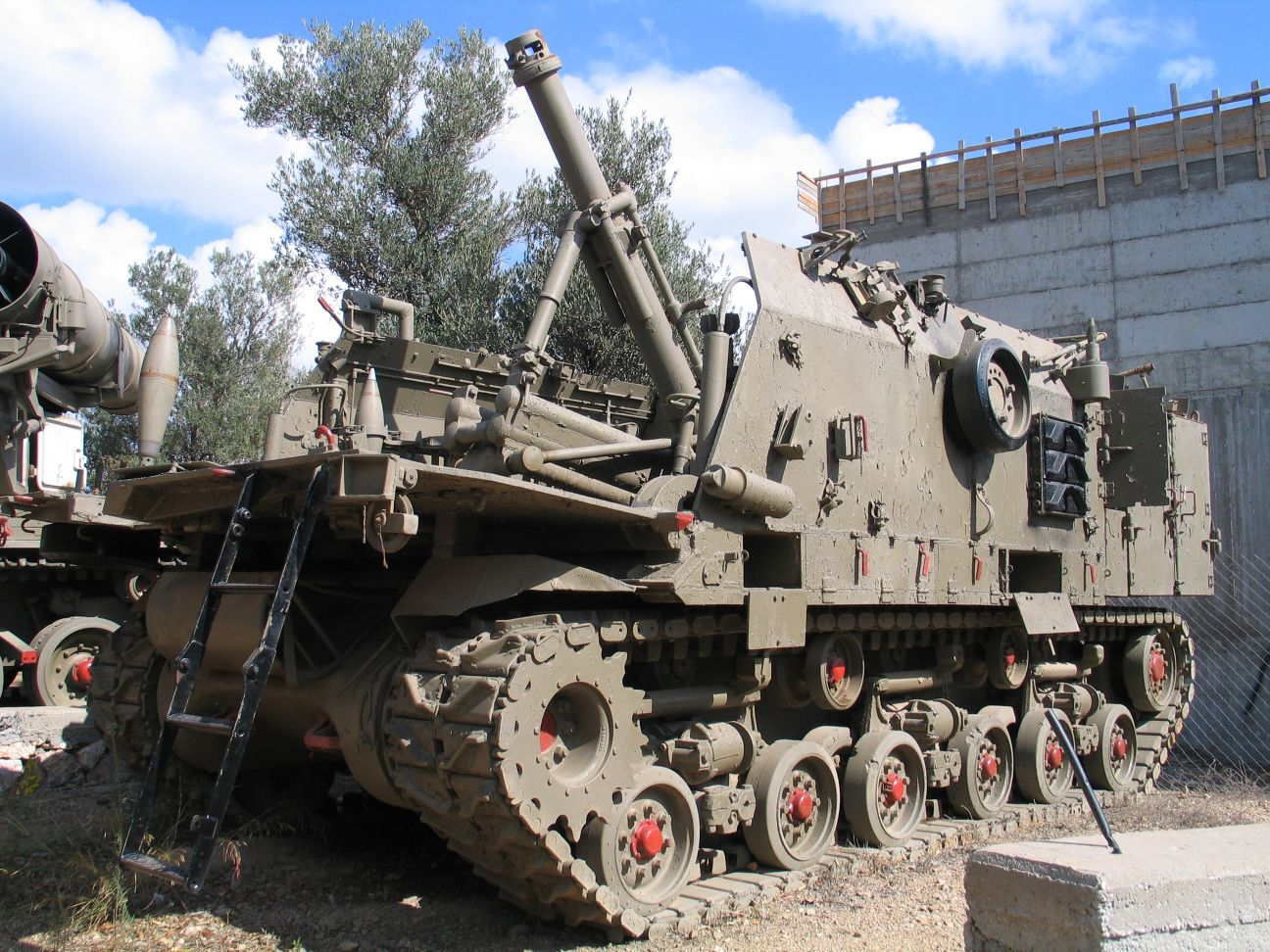
イスラエル砲兵隊博物館の展示車両。前面装甲板を倒した状態。
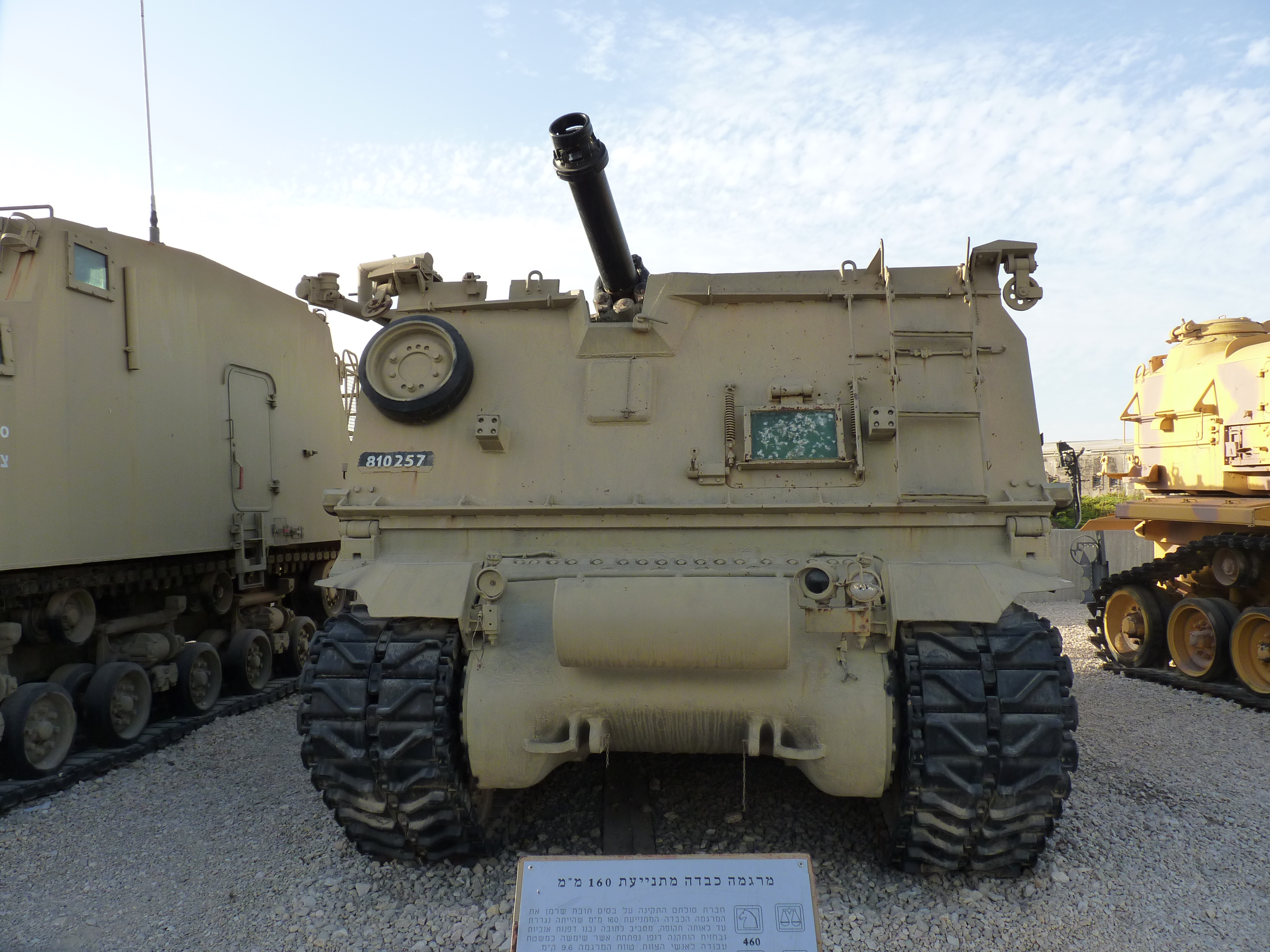
車体前面。前面装甲板を立てた状態。
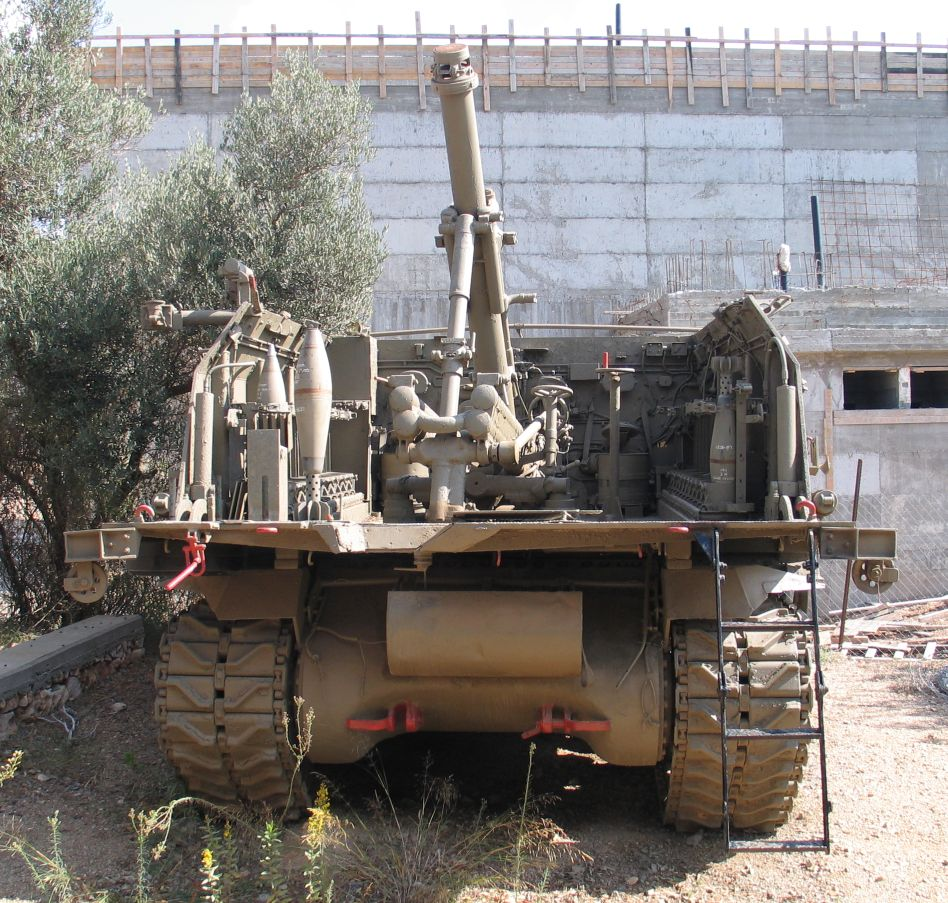
車体前面。前面装甲板を倒した状態。
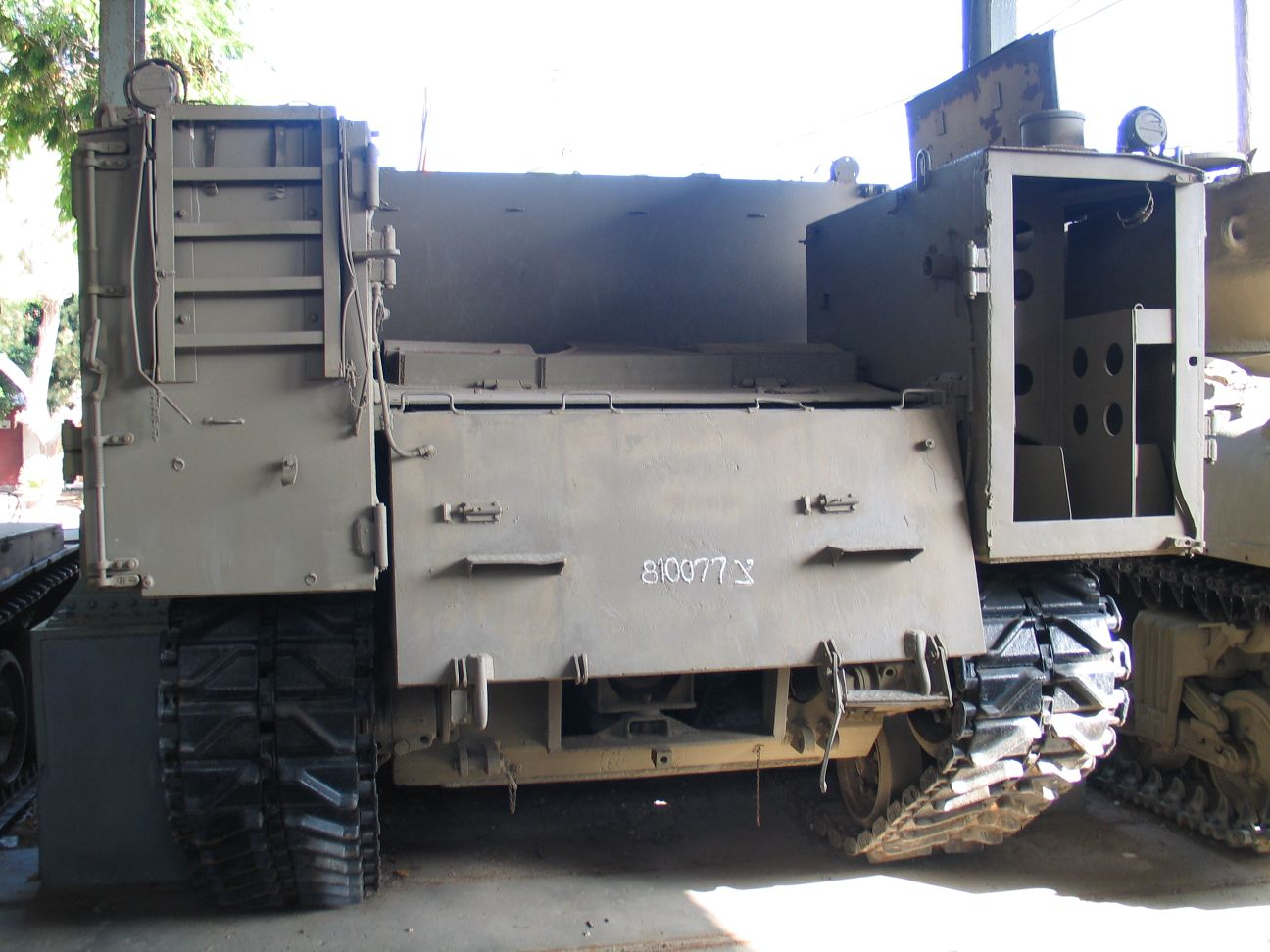
車体後面。イスラエル国防軍歴史博物館の展示車両。エンジンデッキは元のスーパーシャーマンのままである。
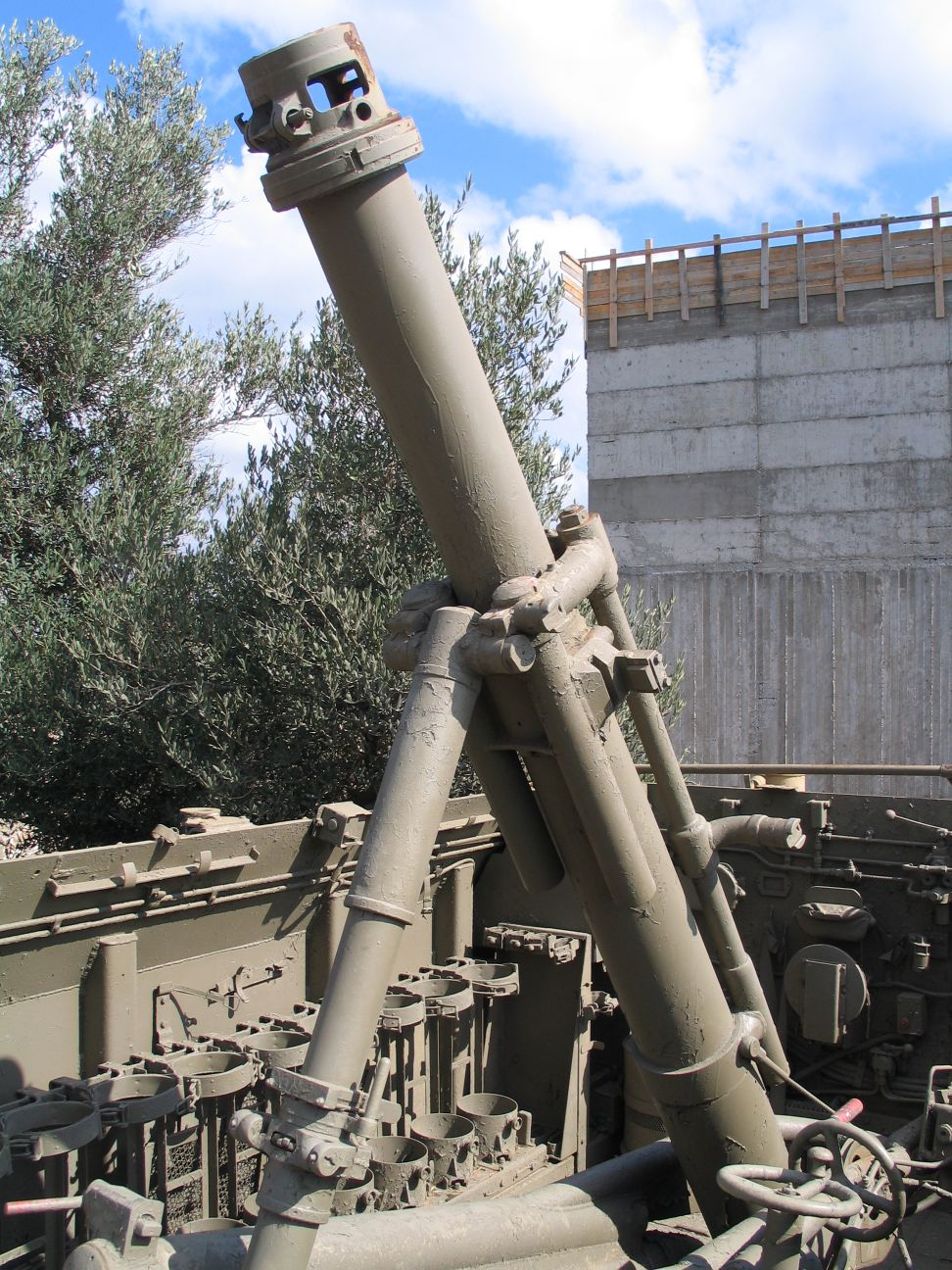
搭載されたソルタムM66 160mm迫撃砲
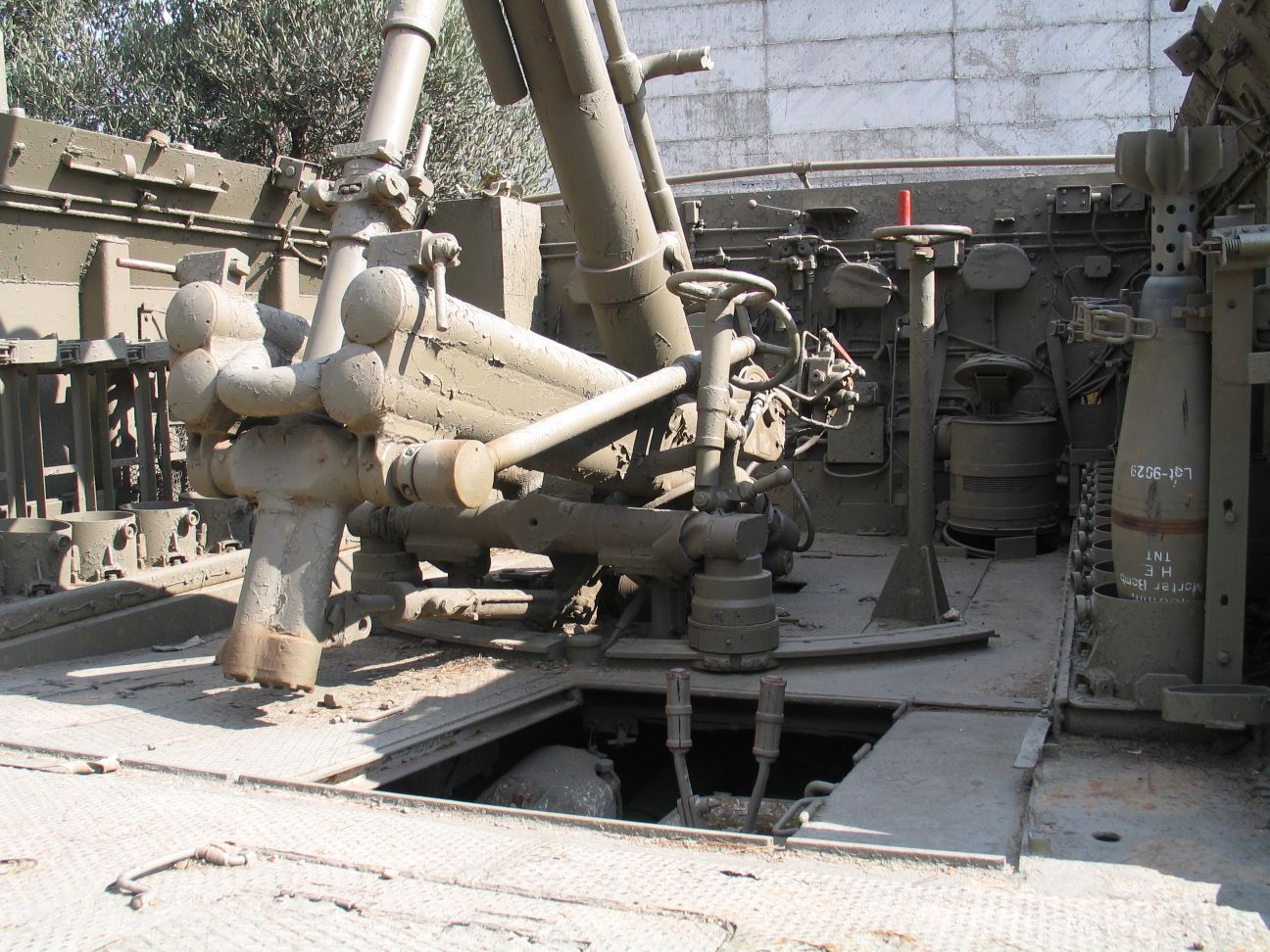
搭載砲の根元部分に操縦席が位置する。（手前の穴の部分）
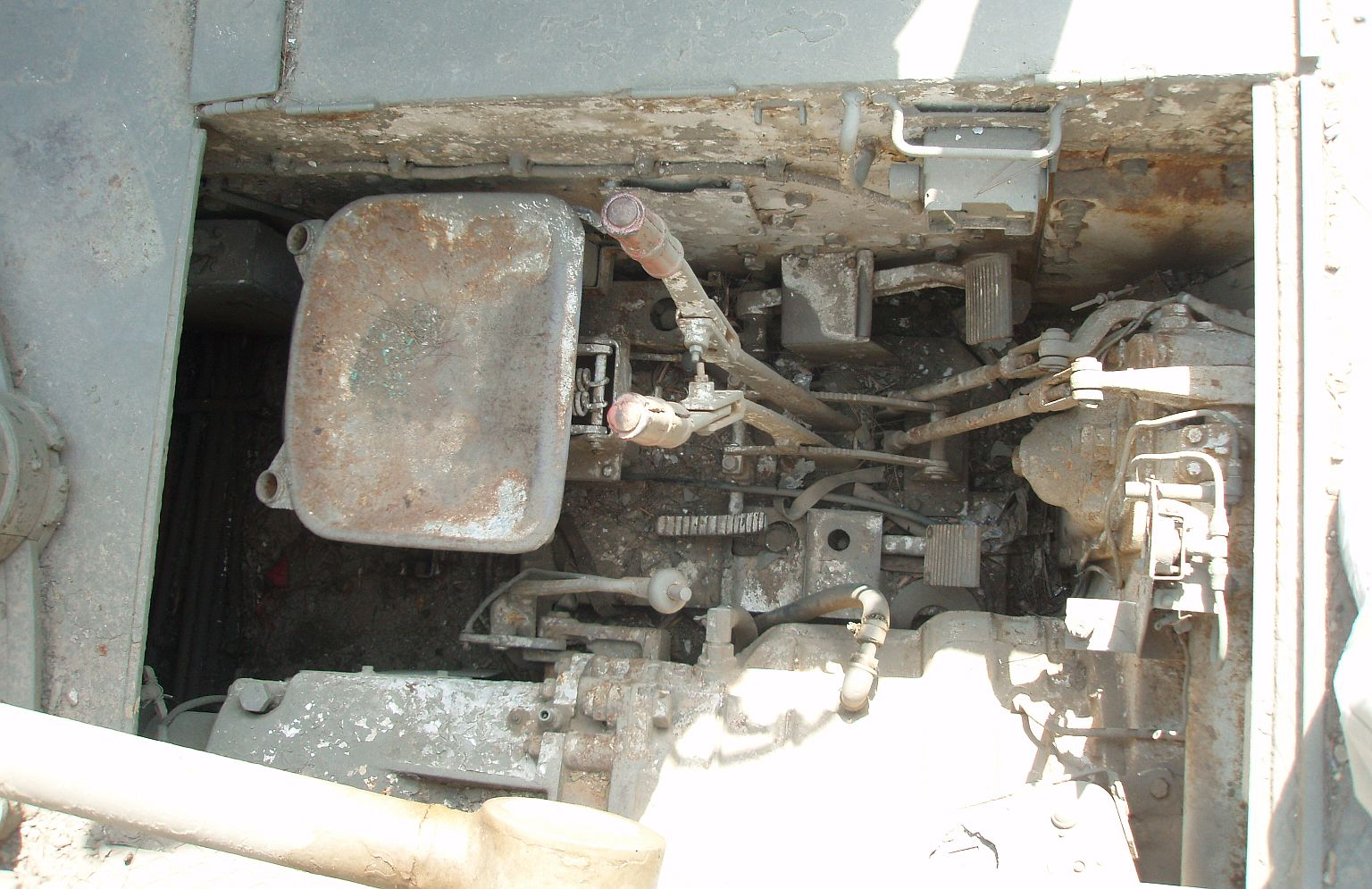
上から見た操縦席。
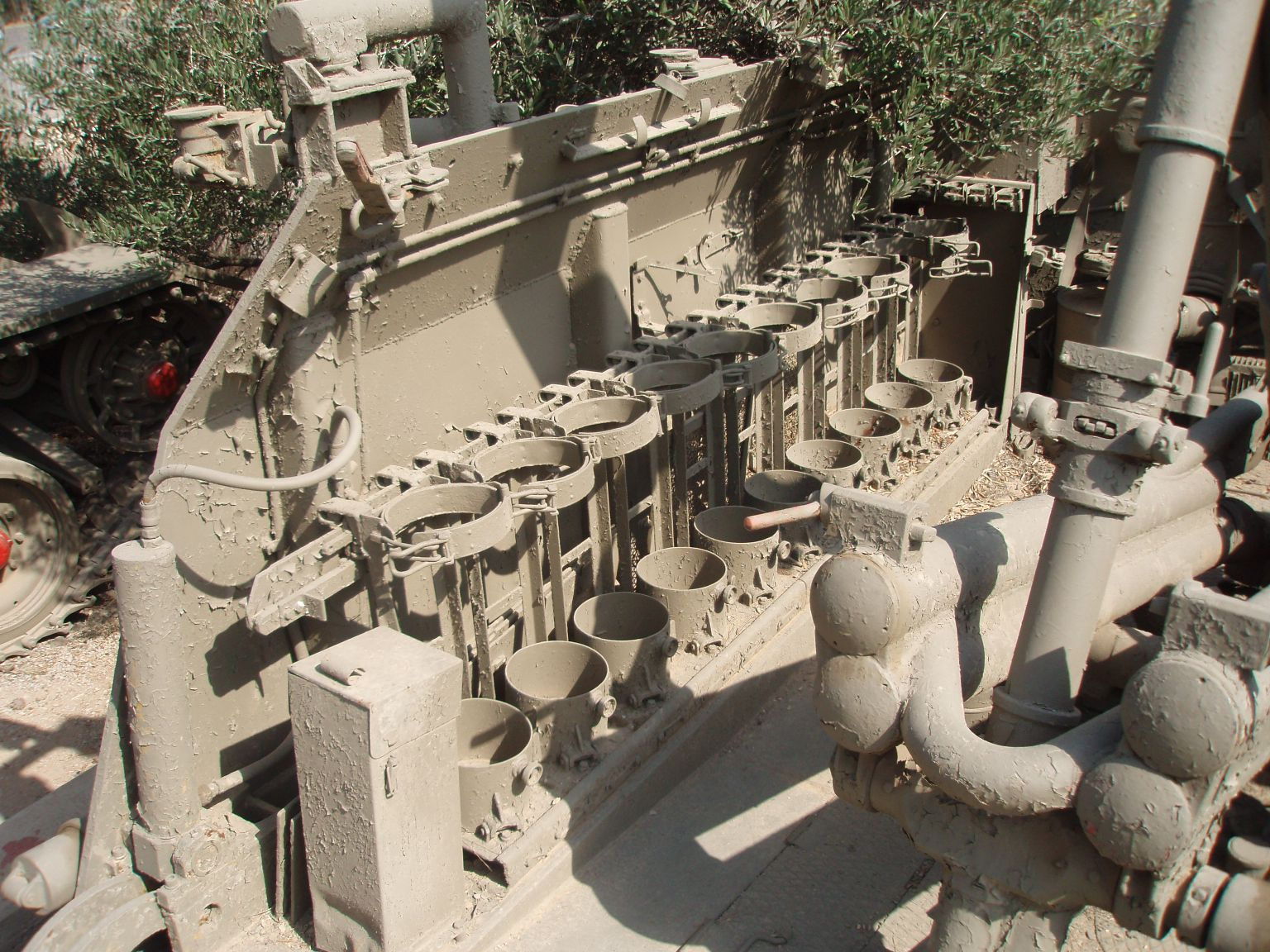
右舷側側面装甲の内側。
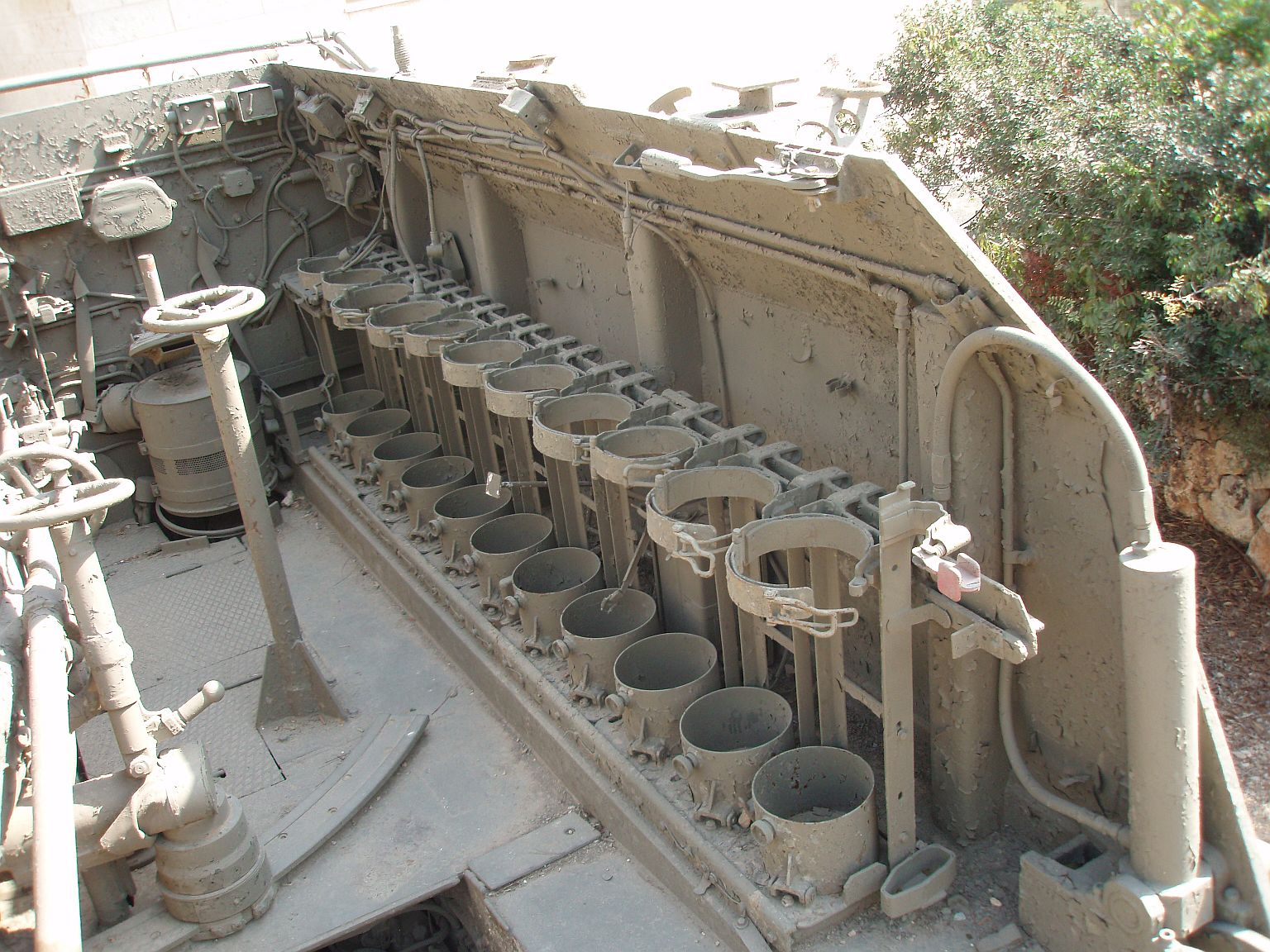
左舷側側面装甲の内側。